# Nits de tempesta
Nits de tempesta (títol original en anglès, Nights in Rodanthe) és un drama romàntic estatunidenc de 2008 dirigit per George C. Wolfe i basat en la novel·la del mateix nom de Nicholas Sparks. La pel·lícula és protagonitzada per Richard Gere i Diane Lane en la seva tercera col·laboració després de Unfaithful (2002) i The Cotton Club (1984).
La seva estrena va ser el 26 de setembre de 2008 als Estats Units arribant a les cartelleres cinematogràfiques internacionals més tard.

## Argument
Mentre passa a recollir els seus fills a casa de la seva exdona Adrienne (Diane Lane), Jack (Christopher Meloni) li diu que encara l'estima i que vol tornar a casa. Adrienne, que havia passat moments molt durs quan ell la va deixar per una altra dona, li diu que s'ho ha de pensar. Aquest fet fa reaccionar en contra seva la seva filla adolescent que vol que els seus pares es reconciliïn. Tanmateix, Adrienne, tot i tenir por de perdre a la seva filla, es pren uns dies de descans per rumiar-s'ho.
Així, viatja a Rodanthe de Carolina del Nord i aprofita per fer-se càrrec del bed and breakfast que porta la seva amiga Jean durant un cap de setmana. La casa és rústica, romàntica i just davant del mar.
L'únic client que tindrà la casa durant el cap de setmana serà en Paul (Richard Gere), un cirurgià que ha decidit viatjar per visitar la família d'un pacient seu que va morir al quiròfan. El pare de la família, que viu a Rodanthe, va contactar amb ell per correu per conèixer les circumstàncies que van envoltar la mort de la seva dona.
La càrrega emocional afectarà en Paul i l'Adrienne durant la seva estada a la casa i, mentrestant, una forta tempesta arrasarà la zona. Els dos dinaran junts, compartiran les seves històries, es protegiran de la tempesta i, a poc a poc, s'aniran sentint còmodes l'un amb l'altre. Un genuí amor naixerà mentre es donen suport i s'enfronten als seus desitjos i pors.

## Repartiment

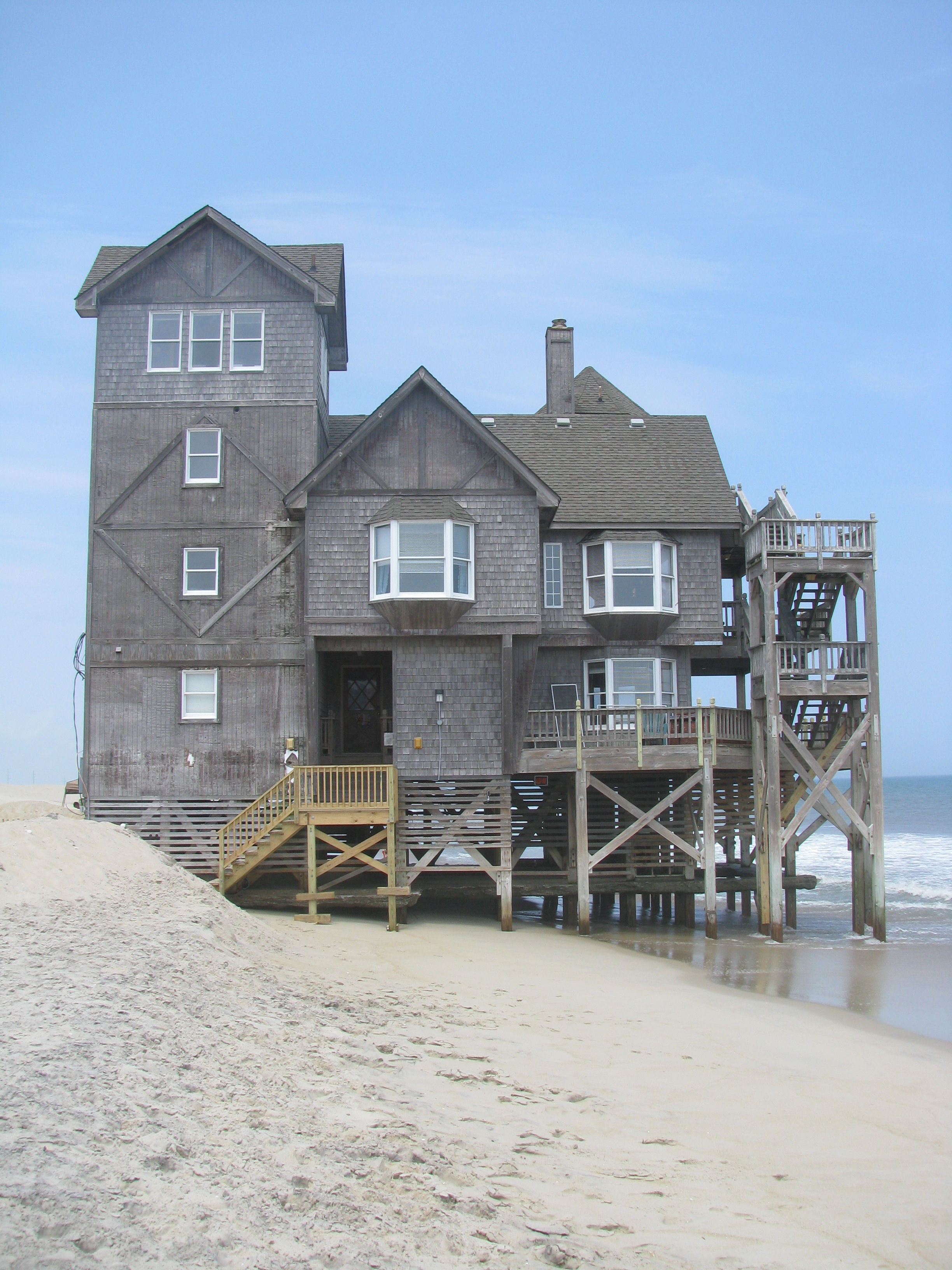
La casa de Rodanthe utilitzada per la pel·lícula.

| Intèrpret          | Personatge       | Veu en català       |
| ------------------ | ---------------- | ------------------- |
| Richard Gere       | Dr. Paul Flanner | Joan Carles Gustems |
| Diane Lane         | Adrienne Willis  | Mercè Montalà       |
| Christopher Meloni | Jack Willis      | Toni Sevilla        |
| James Franco       | Mark Flanner     | José Posada         |
| Viola Davis        | Jean             | Neus Sendra         |

## Producció
El rodatge de la cinta va tenir lloc al petit poble costaner de Rodanthe (Carolina del Nord), la zona nord de Hatteras Island, així com North Topsail Beach. La casa que surt a la pel·lícula es va veure danyada per un huracà després de la filmació. Tanmateix, nous propietaris se'n van fer càrrec i la van traslladar a una altra part dels Outer Banks. Els turistes de la zona poden llogar la casa i també les habitacions que es van fer servir per a la pel·lícula.

## Banda sonora
La banda sonora de la cinta inclou la cançó "Love Remains the Same" de Gavin Rossdale del seu debut com a solista. Malgrat tot, la cançó no apareix a la pel·lícula.